# فلاديسلاف بيزبوردوف
فلاديسلاف يوريفيتش بيزبوردوف (بالروسية: Владислав Юрьевич Безбородов)‏، (مواليد 15 يناير 1973)، هو لاعب كرة قدم روسي سابق وحكم كرة قدم حالي.

## روابط خارجية
- فلاديسلاف بيزبوردوف على موقع قاعدة بيانات كرة القدم.إي يو (الإنجليزية)
- فلاديسلاف بيزبوردوف على موقع Soccerway.com (الإنجليزية)